# Iriga
Iriga es una ciudad componente filipina, perteneciente a la provincia de Camarines Sur, en la región de Bicolandia.

## Historia
Hacia mediados del siglo XIX, el lugar tenía contabilizada una población de 6189 habitantes, repartidos en 1033 casas. Aparece descrito en el segundo volumen del Diccionario geográfico, estadístico, histórico de las Islas Filipinas (1851) de Manuel Buzeta Núñez y Felipe Bravo con las siguientes palabras:

IRIGA: pueblo con cura y gobernadorcillo, en la isla de Luzon, prov. de Camarines-Sur, dióc. de Nueva-Cáceres; sit. en los 127° 4' 30" long., 13° 23' 30" lat., en terreno llano, á la orilla derecha del rio de Buhi, defendido de los vientos del N. y N. E. por el monte Tigaon, y los de Caramoan, y su clima es templado y saludable. Tiene como unas 1,033 casas, en general de sencilla construccion, distinguiéndose únicamente la casa parroquial y la de comunidad, en la cual se halla la cárcel. Tiene una igl. de bastante buena fábrica, servida por un cura regular, y una escuela de primeras letras dotada de los fondos de comunidad. El cementerio se halla contiguo á la igl., está muy bien situado y ventilado. Comunícase este pueblo con sus inmediatos por medio de caminos regulares en tiempo de secas, pero se hacen casi intransitables en la época de las lluvias. El termino confina por N. con los Pantanos de Baao y el pueblo de este mismo nombre al N. O. (dist. 1 ½ leg.); por S. S. O. con Bato, (á 1 ¾); por O. S. O. con Nabua (á ½ leg.); y por E. con Buhi á 2 ½ id.) El terreno es bastante desigual, y se halla bañado por varios rios que lo fertilizan. En sus montes se crian escelentes maderas de construccion y carpintería; como el ébano, el molavin, el banaba, el tíndalo, etc.; hay muchas clases de palmas y bejucos, y abundante caza mayor y menor, como búfalos, jabalíes, venados, gallos, tórtolas, etc. Tambien se coje mucha miel y cera. En el terreno reducido á cultivo las principales prod. son arroz, maiz, caña dulce, pimienta, ajonjoli, cacao, algodon, abacá, tabaco, cocos, legumbres, frutas etc. ind.: la agrícola, la fabricacion de varias telas de algodon y abacá, y la caza; empleándose tambien algunos en la estraccion de las pepitas de oro de entre las arenas que arrastra el rio inmediato. com.: este consiste en la esportacion del sobrante de los referidos art., y en la importacion de algunos de los que carecen. pobl. 6,189 alm., 1,583 trib., que ascienden á 15,830 rs. plata, equivalenets á 39,575 rs. vellon.
(Buzeta y Bravo, 1851, p. 109)

En 2020, tenía censados 114 457 habitantes.